# Thailändische Fußballnationalmannschaft (U-21-Männer)
Die Thailändische U-21-Fußballnationalmannschaft ist eine Auswahlmannschaft von thailändischer Fußballspieler, die der Football Association of Thailand unterliegt. Sie bestreitet international lediglich Freundschaftsspiele und dient somit als Vorstufe für Spieler von der U-20 zur U-23 oder der A-Mannschaft.

## Geschichte
Das erste bekannte Turnier der Mannschaft war der in Malaysia ausgetragene Nations Cup im Jahr 2016, bei welchem die Mannschaft auf weitere asiatische U21- aber auch eine U19-Nationalmannschaften traf. Am Ende gewann das Team auch diesen Wettbewerb. Auch war dieses im Jahr 2018 noch bei einem Turnier der Chinese Football Association dabei und erlangte hier den vierten Platz.
Weil es innerhalb der AFC nur ein paar Nationen mit U-21-Mannschaften gibt, finden darüber hinaus Freundschaftsspiele oftmals gegen Mannschaften aus anderen Konföderationen statt.